# Gigante (Kolumbia)
Gigante – miasto w Kolumbii, w departamencie Huila.
Urodził tu się arcybiskup bogotański i prymas Kolumbii Ismael Perdomo Borrero.